# Sceloporus aureolus
Espèce
Synonymes
- Sceloporus mucronatus aureolus Smith, 1942

Sceloporus aureolus est une espèce de sauriens de la famille des Phrynosomatidae.

## Répartition
Cette espèce est endémique du Mexique. Elle se rencontre dans les États du Veracruz et de Puebla.

## Étymologie
Son nom d'espèce, du latin aureolus, dérivé de aureus « doré », lui a été donné en référence à la couleur jaune doré des mâles adultes.

## Publication originale
- Smith, 1942 : Mexican herpetological miscellany. Proceedings of the United States National Museum, vol. 92, p. 349-395 (texte intégral).